# Schistophallus spratti
Schistophallus spratti is een slakkensoort uit de familie van de Oxychilidae. De wetenschappelijke naam van de soort is voor het eerst geldig gepubliceerd in 1892 door Westerlund.